# Ritratto di Cristina di Danimarca
Il ritratto di Cristina di Danimarca è un olio su tavola attribuito a Tiziano. Il dipinto raffigura la duchessa di Lorena Cristina di Danimarca (1522-1590) e fu realizzato nel 1548, forse durante il soggiorno di Tiziano ad Augusta presso la corte asburgica. La sua attribuzione a Tiziano non è certa e potrebbe essere stato eseguito anche da un allievo del maestro. Recentemente è stata proposta come probabile l'attribuzione al Tintoretto o alla sua bottega. Il dipinto misura 110 x 83 e attualmente si trova presso il Museo nazionale di Serbia a Belgrado. 
Altri ritratti di Cristina di Danimarca sono:
- un ritratto di Hans Holbein il Giovane del 1538, conservato presso la National Gallery a Londra;
- un ritratto, che nel 1556 si trovava nella collezione di Maria d'Ungheria (zia di Cristina) e andò distrutto nel 1604 in un incendio[2];
- un ritratto (olio su tavola, 71 x 55 cm) del 1545, opera firmata e datata di Michael Coxcie, nell'Allen Memorial Art Museum di Oberlin in Ohio[4].

Tra il 1941 e il 1942 il dipinto fu acquistato dalla collezione Contini Bonacossi di Firenze, insieme ad altri, dal mercante d'arte tedesco Walter Hofer, per ordine del ministro nazista Hermann Göring, che lo fece portare illegalmente in Germania. Nel 1948 fu trafugato da Monaco di Baviera, dove era stato portato dagli alleati in un "collecting point", da Ante Topic Mimara, con la connivenza della curatrice Wiltrud Mersmann, poi divenuta sua moglie, insieme ad altre opere d'arte. L'opera rimase di sua proprietà fino al 1988 e quindi passò al Museo nazionale di Belgrado. 
Tra il novembre 2004 e il febbraio 2005, l'opera fu prestata per la mostra Da Carpaccio a Canaletto. Tesori d'arte italiana dal Museo nazionale di Belgrado, presso la Pinacoteca nazionale di Bologna e dal 3 marzo al 24 aprile 2005 presso il Castello svevo di Bari.
Dal 2014 sono state avviate indagini del Nucleo tutela patrimonio culturale dei Carabinieri e  l'Italia ha in seguito avviato trattative diplomatiche per ottenerne la restituzione.